# Université d'État de Zanzibar
L'université d'État de Zanzibar (en anglais : State University of Zanzibar) est une université située à Unguja, l'île principale de l'archipel de Zanzibar, en Tanzanie.